# Football Club Racing Rodange
Le Football Club Racing Rodange est un ancien club de football luxembourgeois basé à Rodange, fondé en 1931 et disparu en 1991.

## Historique
Le Football Club Racing Rodange est fondé en 1931. Il prend le nom de Fussballverein 31 Rodange en 1940 avant de reprendre son nom d'origine en 1944 à la fin de l'occupation allemande.
Le club dispute sa première saison de première division du Championnat du Luxembourg en 1946-1947, terminant dixième et relégué. En 1949, le FC Racing Rodange perd la finale de la Coupe du Luxembourg. 
Le club retrouve la première division en 1950-1951. Relégué à l'issue de la saison 1952-1953 après une onzième place au classement, le club revient immédiatement dans l'élite en 1954-1955. Sa dernière apparition en première division a lieu lors de la saison 1955-1956.
Le club fusionne avec le FC Chiers Rodange en 1991 pour former le FC Rodange 91.

## Palmarès
- Coupe du Luxembourg de football
  - Finaliste : 1949